# Előember
Az előember egy régi tudományos, mára a köznyelvbe átment kifejezés, amely alatt az ember evolúciójának egy szintjét értjük. Ezt a szintet a Homo rudolfensis, Homo habilis, Homo ergaster és Homo erectus fajok képviselték. A kérdéses fejlődési fázisnak megfelelő mai tudományos név: archanthropus.
Az előember fázist a majomember (praeanthropus) előzi meg, és az ősember (palaeanthropus), majd a mai ember követi (neanthropus).

## Lásd még
- Az emberfélék fosszíliáinak listája